# Charles Bronson (Häftling)
Charles Arthur Salvador, geboren als Michael Gordon Peterson, besser bekannt unter dem Namen Charlie Bronson (* 6. Dezember 1952 in Luton), ist ein britischer Häftling und in der Presse als „gefährlichster Häftling Britanniens“ bekannt, unter anderem wegen begangener Körperverletzungen und Geiselnahmen. Salvador war häufig in kleine Schlägereien und Kämpfe verwickelt, bevor er eine Karriere als Bare-knuckle-Boxer im East End von London begann. Aus dieser Zeit stammte sein Künstlername „Charles Bronson“. Als „härtester Strafgefangener Englands“ veröffentlichte er mehrere Bücher über seine Erfahrungen, auch mit bekannten Mithäftlingen. Salvador bezeichnet sich selbst als Fitnessfanatiker und schrieb auch ein Buch über Fitnesstraining auf engstem Raum.

## Leben

### Kindheit und Jugend
Charles Arthur Salvador wurde nach eigenen Angaben in der 59 Long Croft Road in Luton, England, als Michael Gordon Peterson geboren. Er ist einer von drei Söhnen des Ehepaares Eira und Joe Peterson. Sein Vater führte später den Konservativen Club in Aberystwyth. Salvadors Onkel und Tante waren Bürgermeister und Bürgermeisterin in Luton zwischen 1969 und 1970. Seine Tante, Eileen Parry erzählt über Salvador: „Als Junge war er ein lieber Kerl. Er war so unschuldig und immer nett zu anderen Kindern. Er war nie ein Tyrann. Eher beschützte er die Schwachen.“
Als Teenager zog Salvador mit seinen Eltern nach Ellesmere Port, Cheshire, wo er in Ärger geriet. Salvador kehrte später nach Luton zurück, das er als seinen Heimatort bezeichnete, und arbeitete in einem Zirkus als Muskelmann.
Er lernte seine erste Ehefrau Irene 1969 kennen. Irene erinnert sich: „Er war so anders als alle anderen Männer, die ich kannte. Er trug stets maßgeschneiderte Anzüge, hatte immer perfekt gestutzte Koteletten und einen Cockney-Akzent.“ Acht Monate später, als Irene im vierten Monat schwanger war, heirateten sie im Standesamt von Chester im Dezember 1970. Vier Jahre später, als ihr gemeinsamer Sohn Mike drei Jahre alt war, stürmte die Polizei das Haus auf der Suche nach Peterson. Er wurde kurz darauf gefasst und ins Gefängnis geschickt. Irene wollte ursprünglich auf ihn warten, doch nach fünf Jahren ohne Ende in Sicht reichte sie die Scheidung ein. Später heiratete sie erneut. Ihr bürgerlicher Name lautet heute Irene Dunroe, und sie hat zwei weitere Kinder mit ihrem neuen Ehemann.
Bevor Salvador inhaftiert wurde, hatte er eine kurze Karriere als Bare-knuckle-Boxer im East End von London. Hier lernte er Lenny McLean kennen, der ihn für Kämpfe vermittelte. Durch Salvadors Boxpromoter kam 1989 die – allerdings nie offiziell eingetragene – Namensänderung von Michael Peterson in Charles Bronson zustande, aber „nicht weil er die Death-Wish-Filme mit dem Darsteller Charles Bronson mochte.“

### 1974–1989
Salvador wurde 1974 wegen bewaffneten Raubüberfalls auf ein Post Office in Little Sutton, einem Ortsteil von Ellesmere Port, zu sieben Jahren Haft verurteilt. Er erbeutete 26,18 £. Die Länge der Haftstrafe wurde mehrmals verlängert, da er wegen mehrerer Straftaten (unter anderem Körperverletzung, Sachbeschädigung, Freiheitsberaubung, Erpressung und versuchtem Totschlag) innerhalb des Gefängnisses erneut verurteilt wurde. Salvador saß wegen mehrerer Geiselnahmen, Dachprotesten und Angriffen auf Gefängnispersonal und Mithäftlinge bis auf vier Jahre stets in Einzelhaft. Sein Benehmen führte dazu, dass er durch den His Majesty’s Prison Service in über 120 Strafanstalten verlegt wurde. Inklusive allen drei Anstalten für gefährliche, kriminelle Geisteskranke: Broadmoor, Rampton und Ashworth.
Salvador nahm 1983 mehrere Geiseln und verbrachte 47 Stunden auf dem Dach des Broadmoor-Gefängnis. Die Kosten der dabei entstandenen Schäden durch Zerstörungen beliefen sich auf £ 750.000.
Er wurde erstmals am 30. Oktober 1988 entlassen und verbrachte 69 Tage als freier Mann, bevor er Anfang 1989 wegen Raubüberfalls erneut inhaftiert wurde.

### 1989–heute
Ab 1989 nannte er sich Charles Bronson. Ab dem 9. November 1992 blieb er 53 Tage in Freiheit, bevor man ihn 1993 erneut wegen Verabredung zum Raub verhaftete und inhaftierte.
Salvador verbrachte 1994 insgesamt vier Monate und neun Tage in Freiheit auf Bewährung, bevor er wieder inhaftiert wurde.
1994 hielt Salvador einen Wärter in Woodhill als Geisel. Er forderte eine aufblasbare Puppe, einen Helikopter und eine Tasse Tee als Auslösung. Zwei Monate später hielt er im Gefängnis Hull den Abgeordneten Adrian Wallace für fünf Stunden als Geisel und verletzte diesen dabei so schwer, dass er fünf Wochen nicht im Dienst war.
Im Gefängnis Belmarsh in London nahm Salvador 1996 zwei irakische Entführer und einen weiteren Häftling als Geisel. Er bestand darauf, dass seine Geiseln ihn mit General ansprachen und erklärte den Unterhändlern, „dass er eines seiner Opfer schneller essen würde, als sie seine Forderungen erfüllen könnten.“ Während dieser Aktion verlangte Salvador von einem Iraker, ihn „sehr hart“ mit einem Metalltablett auf den Kopf zu schlagen. Als die Geisel dies nicht tun wollte, schlitzte Bronson sich mit einer Rasierklinge die Schulter auf. Später erklärte er dem Gefängnispersonal dazu: „Eigentlich wollte ich einige Hälse umdrehen – ich bin der Nummer-1-Geiselnehmer“. Er verlangte während der Geiselnahme ein Flugzeug, zwei Uzi-Maschinenpistolen mit 5000 Schuss Munition und eine Axt. Bei der anschließenden Gerichtsverhandlung sagte Salvador aus, er wäre „schuldig wie Adolf Hitler“ und ergänzte, dass er „auf einer Mission des Wahnsinns war, jetzt aber auf einer Mission des Friedens. Alles, was ich tun möchte, ist nach Hause zu gehen und ein Bier mit meinem Sohn trinken“. Er wurde zu nochmals sieben Jahren zusätzlich zu seiner zu verbüßenden Strafe verurteilt.
1999 nahm Salvador für 44 Stunden den Kunstlehrer Phil Danielson als Geisel, der im Gefängnis Hull als Betreuer arbeitete. Danielson, der während dieser Zeit in Todesangst schwebte, sollte sich nie wieder von dieser traumatischen Erfahrung erholen und ging später mit 46 Jahren in den Vorruhestand.
1999 wurde eine Spezialanfertigung im Woodhill-Gefängnis errichtet, um das Risiko durch Angriffe von Salvador und zwei weiteren Insassen auf Gefängnispersonal und andere Häftlinge zu verringern.
2000 wurde Salvador wegen einer erneuten Geiselnahme zu einer lebenslangen Freiheitsstrafe verurteilt. Seine Berufung gegen dieses Urteil wurde 2004 abgelehnt. Salvador wurde als Häftling der „Category A“ eingestuft und ins Hochsicherheitsgefängnis in Wakefield verlegt.
2001 heiratete Salvador erneut im Milton Keynes’, HMP Woodhill. Fatima Saira Rehman war eine muslimische, in Bangladesch geborene, geschiedene Frau, die sein Bild in einer Zeitung gesehen hatte und ihm zu schreiben begann. Rehman besuchte Salvador zehnmal, bevor die Hochzeit stattfand. Sie arbeitete in einem Frauenheim; als jedoch ihre Beziehung zu Salvador bekannt wurde, entließ sie ihr Arbeitgeber. Für kurze Zeit konvertierte Salvador auf Grund seiner Ehe zum Islam und wünschte, fortan Charles Ali Ahmed genannt zu werden. Nach vier Jahren wurde die Ehe geschieden und Salvador wandte sich wieder vom Islam ab. Rehman gab seitdem viele Interviews über ihre kurze Ehe mit Salvador und rückte ihn damit in ein schlechtes Licht. In einem Interview sagte sie: „Er täuschte mich – er ist nichts weiter als ein rassistischer Schläger.“
Kurz nach den Anschlägen am 11. September 2001 in New York besuchten zwei Männer Salvador (der immer noch Ali Ahmed hieß) und boten ihm die Freilassung an, wenn er muslimische Gefangene infiltrieren würde.
Bei einer anderen Geiselnahme 2007, in die zwei Beamte verwickelt waren, wurde Salvadors Brille zerstört. Salvador erhielt die von ihm geforderten £ 200 Schadenersatz für die Brille, die aus Vorkriegs-Gold gefertigt war und die er von Lord Longford erhalten hatte.
Er hatte die Möglichkeit einer Bewährungsanhörung im Jahre 2008. Diese wurde aber verschoben, da sein Anwalt gegen die auf eine Stunde angesetzte Bewährungsanhörung Einspruch einlegte, mit dem Hinweis, dass in Salvadors Fall ein ganzer Tag zur Anhörung nötig sei. Die Bewährungsanhörung fand am 11. März 2009 statt, doch das Ersuchen wurde kurze Zeit später abgelehnt. Der Bewährungsausschuss begründete dies damit, dass Salvador keine Verbesserung seiner Person nachweisen konnte.
Als man ihm 2011 das Material zum Malen verweigerte, kam es erneut zu einer Schlägerei. Neun Wächter waren nötig, den 58-Jährigen wieder in seine Zelle zu bringen.
Am 3. August 2014 wurde durch Salvador selbst über seine Unterstützer-Website per handschriftlichem Brief bekanntgegeben, dass er sich offiziell und gesetzlich in Charles Arthur Salvador umbenannt habe und dass Charlie Bronson „gestorben sei“. Mittlerweile hat Salvador einen Anti-Aggressions-Kurs absolviert.
2017 heiratete Salvador die Schauspielerin Paula Williamson. Sie setzte sich für seine Freilassung ein.
Williamson starb im Juli 2019, einen Monat nachdem sie die Scheidung von Salvador eingereicht hatte.

## Projekte
Im Gefängnis entwickelte Salvador ein extremes Fitnessprogramm und behauptete, 92 Liegestütze in 30 Sekunden zu schaffen. 2002 veröffentlichte er das Buch Solitary Fitness mit einem detaillierten Trainingsplan auf engstem Raum.
Später verbrachte Salvador seine Zeit damit, Gedichte zu schreiben und zu malen. Er veröffentlichte insgesamt elf Bücher, darunter das selbst geschriebene Werk Loonyology: In my Words. Er gewann elf Koestler Trust Awards für seine Poesie und Kunst.
Salvador spendete Gemälde für Auktionen für wohltätige Zwecke.

## Verfilmung
Der Film Bronson, der lose auf Salvadors Leben basiert, wurde von Vertigo Films produziert und am 13. März 2009 in Britannien veröffentlicht. Tom Hardy ist hier in der Hauptrolle als Bronson zu sehen. Regie führte Nicolas Winding Refn. Es gab einige Kontroversen bei der Premiere des Films, als eine Tonaufnahme von Salvador vorgeführt wurde, die vorher nicht durch die Gefängnisleitung genehmigt worden war. Es wurde eine Ermittlung einberufen, die feststellen sollte, wie die Aufnahme entstanden sein konnte. In Deutschland erschien der Film direkt auf DVD im Dezember 2009.

## Bibliographie
- Charles Bronson: Bronson. John Blake Publishing Ltd. 8 Oct 2004 ed. ISBN 1-85782-522-5.
- Charles Bronson, Stephen Richards: Solitary Fitness. (2002 ed.). Mirage. ISBN 1-902578-12-0.
- Charles Bronson, Stephen Richards: Insanity: My Mad Life. (31. März 2004 ed.). John Blake Publishing Ltd. ISBN 1-84454-030-8.
- Charles Bronson: Bronson 2: More Porridge Than Goldilocks. (2. November 2009 ed.). John Blake Publishing Ltd. ISBN 1-84454-860-0.
- Charles Bronson, Stephen Richards: The Krays and Me. (30. April 2007 ed.). John Blake Publishing Ltd. ISBN 1-84454-325-0.
- Charles Bronson: Loonyology: In My Own Words. (2. November 2009 ed.). Apex Publishing Ltd. ISBN 1-906358-11-7.
- Charles Bronson: Diaries from Hell: Charles Bronson – My Prison Diaries. (1. Mai 2009 ed.). Y Lolfa. ISBN 1-84771-116-2.
- Charles Bronson, Stephen Richards: The Charles Bronson Book of Poems: Birdman Opens His Mind. Bk. 1 (1. Mai 1999 ed.). Mirage. ISBN 1-902578-03-1.
- Charles Bronson, Tel Currie: Heroes and Villains: The Good, the Mad, the Bad and the Ugly. (5. August 2005 ed.). John Blake Publishing Ltd. ISBN 1-84454-118-5.
- Charles Bronson, Stephen Richards: The Good Prison Guide. (28. Februar 2007 ed.). John Blake Publishing Ltd. ISBN 1-84454-359-5.
- Charles Bronson, Stephen Richards: Silent Scream: The Charles Bronson Story. (5. September 1999 ed.). Mirage. ISBN 1-902578-08-2.
- Charles Bronson, Mark Emmins (Hrsg.): Con-artist. (19. Dezember 2008 ed.). Matador. ISBN 1-84876-048-5.